# Diskografija sastava Aerosmith
Kompletan popis diskografije američkog hard rock sastava Aerosmith.
Od davne 1973. pa do danas, sastav je objavio 14 studijskih albuma, 5 uživo albuma i 8 kompilacijskih albuma (među kojima su i 2 box set), što ukupno čini 27 službenih albuma. Aerosmith u Americi ima prodaju preko 66.5 milijuna snimaka i rekordnih 150 milijuna u cijelome svijetu.

## Studijski albumi
| Aerosmith |
| --- |
| - Izašlo: 13. siječnja 1973. - Pozicija na Top listi: #21 (USA) - Singlovi: "Dream On" - RAII Certifikat: 2x Multi-Platinasti |
| Get Your Wings |
| - Izašlo: ožujak 1974. - Pozicija na Top listi: #74 (USA) - Singlovi: "Same Old Song and Dance", "Train Kept A-Rollin'", "S.O.S. (Too Bad)" - RAII Certifikat: 3x Multi-Platinasti                                                          |
| Toys in the Attic |
| - Izašlo: 8. travnja 1875. - Pozicija na Top listi: #11 (USA) - Singlovi: "Sweet Emotion", "You See Me Crying", "Walk This Way" - RAII Certifikat: 8x Multi-Platinasti                                                                      |
| Rocks |
| - Izašlo: 3. svibnja 1976. - Pozicija na Top listi: #3 (USA) - Singlovi: "Last Child", "Home Tonight", "Back in the Saddle" - RAII Certifikat: 4x Multi-Platinasti                                                                          |
| Draw the Line |
| - Izašlo: prosinac 1977. - Pozicija na Top listi: #11 (USA) - Singlovi: "Draw the Line", "Kings and Queens", "Get it Up" - RAII Certifikat: 2x Multi-Platinasti                                                                             |
| Night in the Ruts |
| - Izašlo: studeni 1979. - Pozicija na Top listi: #14 (USA) - Singlovi: "Remember (Walking in the Sand)" - RAII Certifikat: Platinasti |
| Rock in a Hard Place |
| - Izašlo: 1. listopada 1982. - Pozicija na Top listi: #32 (USA) - Singlovi: "Lightning Strikes" - RAII Certifikat: Zlatni |
| Done with Mirrors |
| - Izašlo: studeni 1985. - Pozicija na Top listi: #36 (USA) - Singlovi: "Let the Music Do the Talking," "Shela" - RAII Certifikat: Zlatni |
| Permanent Vacation |
| - Izašlo: 18. kolovoza 1987. - Pozicija na Top listi: #11 (USA), #37 (VB) - Singlovi: "Dude (Looks Like a Lady)", "Hangman Jury", "Angel", "Rag Doll" - RAII Certifikat: 5x Multi-Platinasti                                                |
| Pump |
| - Izašlo: 12. rujna 1989. - Pozicija na Top listi: #5 (USA), #3 (VB) - Singlovi: "Love in an Elevator", "Janie's Got a Gun", "What it Takes", "The Other Side", "F.I.N.E.*", "Monkey on My Back" - RAII Certifikat: 7x Multi-Platinasti     |
| Get a Grip |
| - Izašlo: 20. travnja 1993. - Pozicija na Top listi: #1 (USA), #2 (VB) - Singlovi: "Eat the Rich", "Livin' on the Edge", "Fever", "Cryin'", "Amazing", Shut Up and Dance", "Crazy" - RAII Certifikat: 7x Multi-Platinasti                   |
| Nine Lives |
| - Izašlo: 18. ožujka 1997. - Pozicija na Top listi: #1 (SAD), #4 (VB) - Singlovi: "Nine Lives", "Falling in Love (Is Hard on the Knees)", "Hole in My Soul", "Pink", "Taste of India", "Full Circle" - RAII Certifikat: 2x Multi-Platinasti |
| Just Push Play |
| - Izašlo: 6. ožujka 2001. - Pozicija na Top listi: #2 (SAD), #7 (VB) - Singlovi: "Jaded", Fly Away From Here", "Sunshine", "Just Push Play" - RAII Certifikat: Platinasti                                                                   |
| Honkin' on Bobo |
| - Izašlo: 30. ožujka 2004. - Pozicija na Top listi: #5 (SAD), #28 (VB) - Singlovi: "Baby, Please Don't Go" - RAII Certifikat: Zlatni |

## Uživo albumi
| Live! Bootleg |
| --- |
| - Izašlo: listopad 1978. - Pozicija na Top listi: #13 (SAD) - Singlovi: "Chip Away the Stone" - RAII Certifikat: Platinasti |
| Classics Live! |
| - Izašlo: travanj 1986. - Pozicija na Top listi: #84 (SAD) - RAII Certifikat: Platinasti                                    |
| Classics Live! Vol. 2 |
| - Izašlo: lipanj 1987. - Pozicija na Top listi: - - RAII Certifikat: Zlatni                                                 |
| A Little South of Sanity |
| - Izašlo: 20. listopada 1998. - Pozicija na Top listi: #12 (SAD), #36 (VB) - RAII Certifikat: Platinasti                    |
| Rockin' the Joint |
| - Izašlo: 25. listopada 2005. - Pozicija na Top listi: #24 (SAD) - RAII Certifikat: -                                       |

## Kompilacije
| Greatest Hits |
| --- |
| - Izašlo: listopad 1980. - Pozicija na Top listi: #53 (SAD) - RAII Certifikat: 11x Multi-Platinasti                                                                       |
| Gems |
| - Izašlo: studeni 1988. - Pozicija na Top listi: #133 (SAD) - Singlovi: "Chip Away the Stone" (reizdanje - RAII Certifikat: Zlatni                                        |
| Pandora's Box |
| - Izašlo: studeni 1991. - Pozicija na Top listi: #45 (SAD) - Singlovi: "Sweet Emotion" (reizdanje), "Helter Skelter" - RAII Certifikat: Platinasti                        |
| Big Ones |
| - Izašlo: 1. studenog 1994. - Pozicija na Top listi: #6 (SAD), #7 (VB) - Singlovi: "Deuces Are Wild", "Blind Man", "Walk on Water" - RAII Certifikat: 4x Multi-Platinasti |
| Box of Fire |
| - Izašlo: 22. studenog 1994. - Pozicija na Top listi: - - RAII Certifikat: Zlatni                                                                                         |
| Young Lust: The Aerosmith Anthology |
| - Izašlo: 20. studenog 2001. - Pozicija na Top listi: #191 (SAD), #32 (VB) - RAII Certifikat: Zlatni                                                                      |
| O, Yeah! The Ultimate Aerosmith Hits |
| - Izašlo: 2. srpnja 2002. - Pozicija na Top listi: #4 (SAD), #6 (VB) - Singlovi: "Girls of Summer" - RAII Certifikat: 2x Multi-Platinasti                                 |
| Devil's Got a New Disguise |
| - Izašlo: 17. listopada 2006. - Pozicija na Top listi: #36 (SAD), #19 (VB) - Singlovi: "Devil's Got a New Disguise" - RAII Certifikat: -                                  |

## Limitirana kompilacijska izdanja
- Pandora's Toys (1995.)
- Made In America (1997.)
- Greatest Hits 1973-1988 (2004.)
- Gold (2005.)

### Bootlegs
- Transmissions (Uživo s Woodstocka) (1994.)
- Their Hits 1972-1997

## Posvete
- Not The Same Old Song And Dance (1999.)
- Right In The Nuts: A Tribute to Aerosmith (2000.)
- Pickin' on Aerosmith: A Bluegrass Tribute (2000.)
- Aerosmithsonian: Aerosmith Tribute (2001.)
- Janie's Got A Gun: A Tribute To Aerosmith (2001.)
- Sweet Emotion: Songs of Aerosmith Blues On Fire (2001.)
- Let The Tribute Do The Talkin' a.k.a. One Way Street (2001.)
- One Way Street - A Tribute To Aerosmith (2002.)
- The String Quartet Tribute to Aerosmith (2003.)
- Guns N' Roses and Aerosmith - A Tribute performed by Studio 99 (2004.)

## Vanjske poveznice
- discogs.com - Diskografija Aerosmitha